# 94º Reggimento fanteria "Messina"
Il 94º Reggimento fanteria "Messina" è stata un'unità militare del Regio esercito italiano.

## Storia

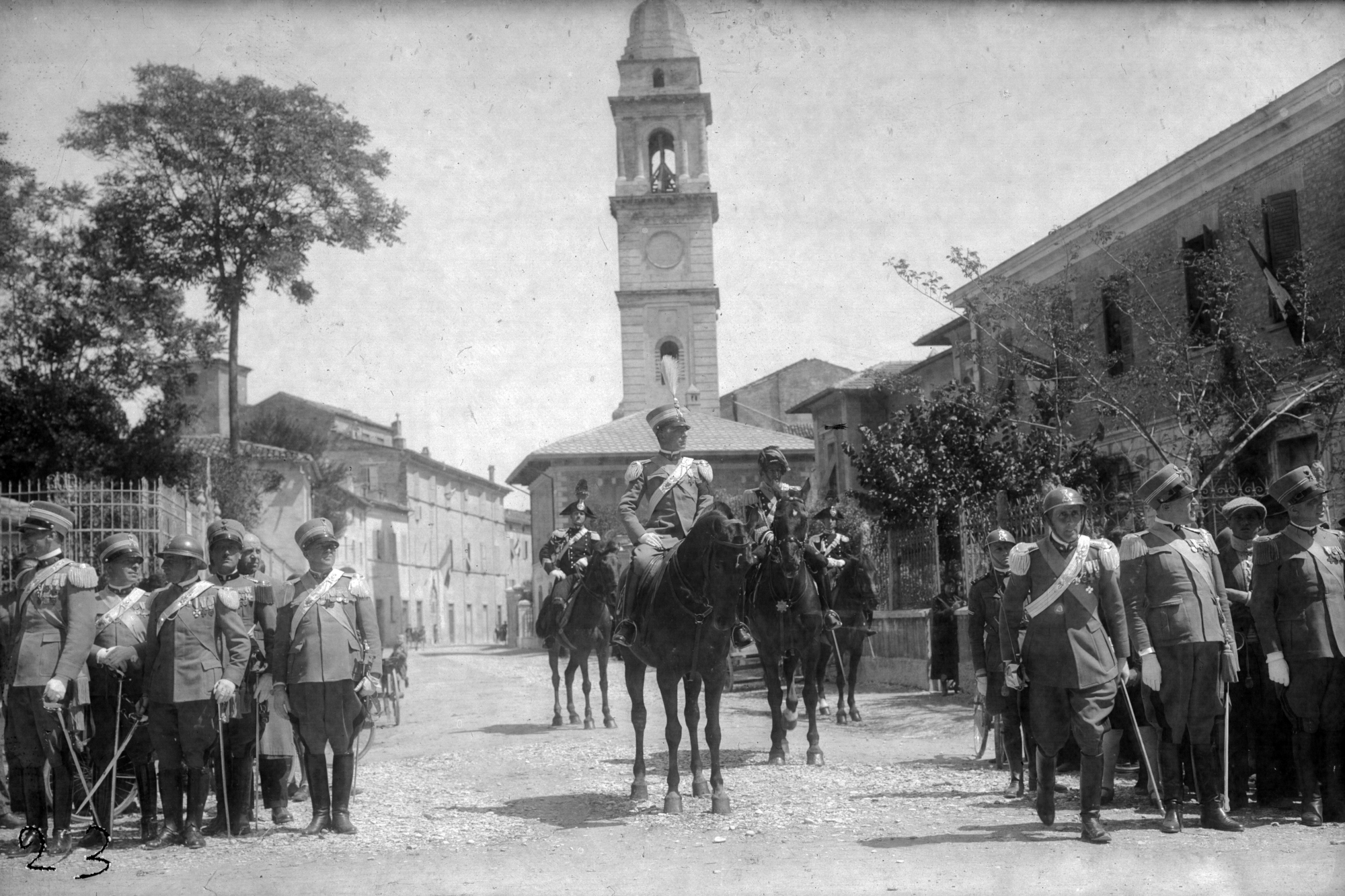
Cerimonia a Fano 94º Reggimento fanteria "Messina" intorno al 1925

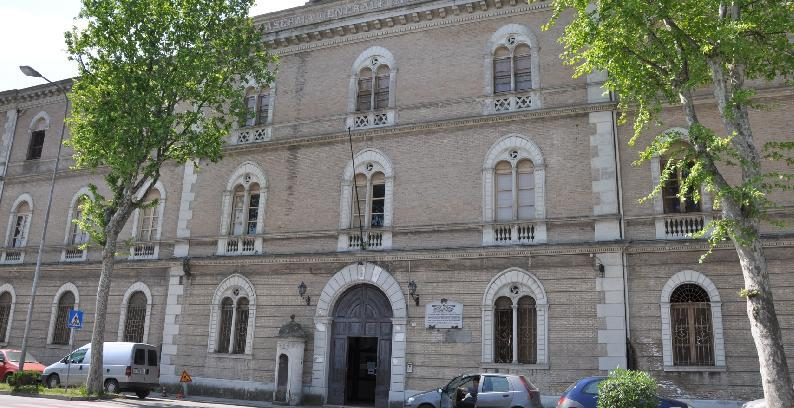
Ingresso e facciata della caserma G.Paolini a Fano

Il 94º Reggimento fanteria è costituito a Lecce il 1º novembre del 1884 in esecuzione del decreto del 4 settembre dello stesso anno. È creato con compagnie provenienti dai reggimenti 3º, 17º, 53º, 65º, e 66º; fa parte, con il 93º fanteria di stanza nella Caserma Villarey di Ancona della Brigata "Messina" di nuova formazione.
Dal 1909 il reggimento è storicamente legato alla città di Fano poiché da quella data il quartier generale del reparto è nella città prima nella "Caserma Montevecchio" così intitolata in onore del Generale Rodolfo Gabrielli di Montevecchio e poi nella nuova "Caserma Generale G. Paolini", situata fuori dalle mura fra Porta Mazzini e Porta Cavour, nella quale è il primo reparto ad averne sede; questa divenne la sede del 94º e lo sarà per il resto della sua esistenza. A testimonianza del legame del reggimento con Fano esistono tuttora presenze documentali nella città: due vie sono intitolate a due ufficiali del 94º decorati con medaglia d'oro al valor militare durante la prima guerra mondiale: Via Antonio Panella e Via Alessandro Brenci; una via è intitolata alla Brigata Messina: Via Brigata Messina. Sono presenti inoltre anche delle epigrafi posizionate in altre vie della città: due ricordano le gesta della brigata Messina a Vertoiba e Gorizia scritte dal Generale Luigi Cadorna; una ricorda le gesta della brigata messina sul Brenta scritta dal Generale Armando Diaz; altre due epigrafi ricordano le medaglie d'oro Antonio Panella e Alessandro Brenci ufficiali del 94°; l'ultima epigrafe ricorda i caduti del 94° durante la seconda guerra mondiale. La "Caserma Generale G. Paolini" dal 1992 al 2001 è stata poi la sede del 121º Reggimento fanteria "Macerata".

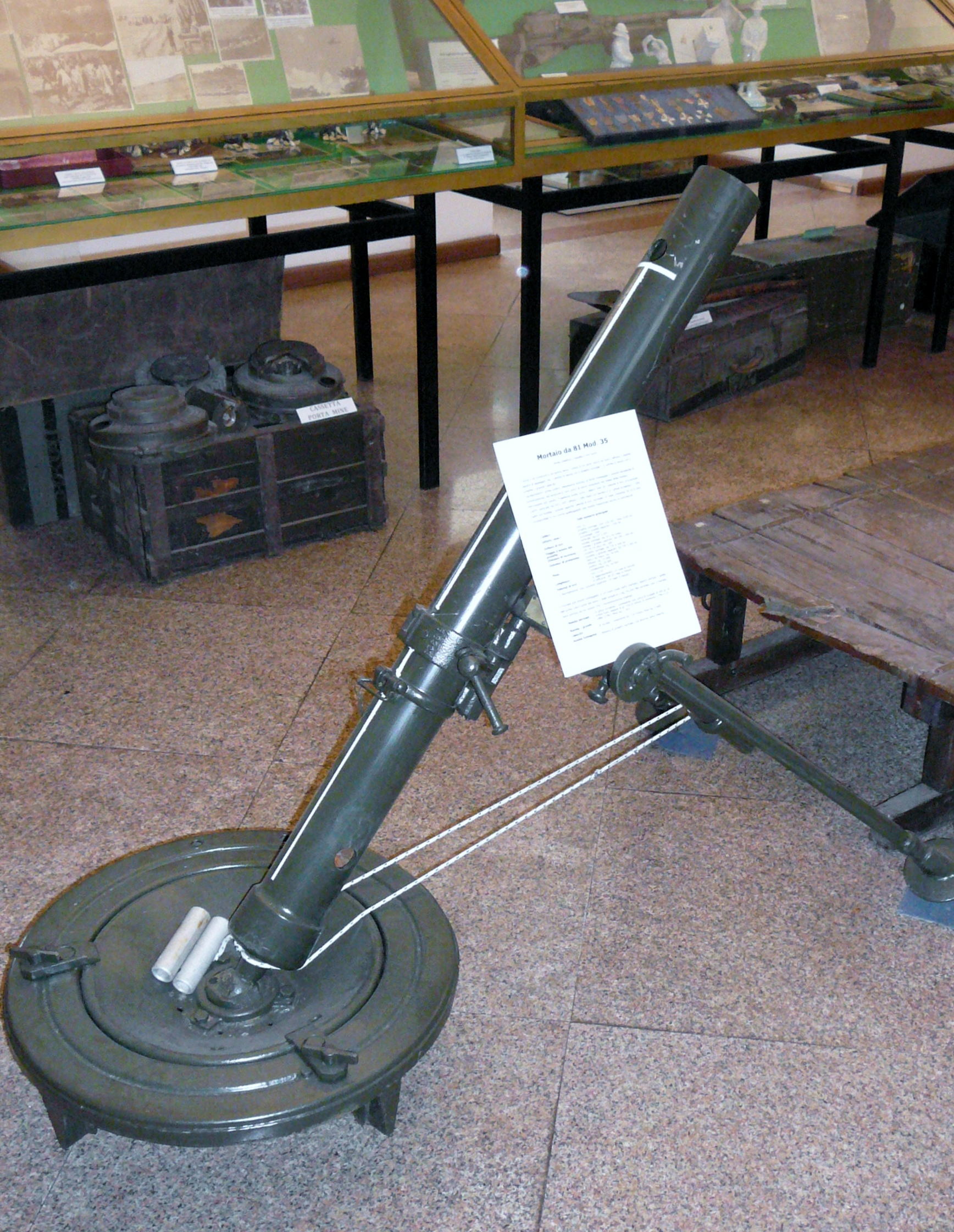
Mortaio da 81 Mod. 35

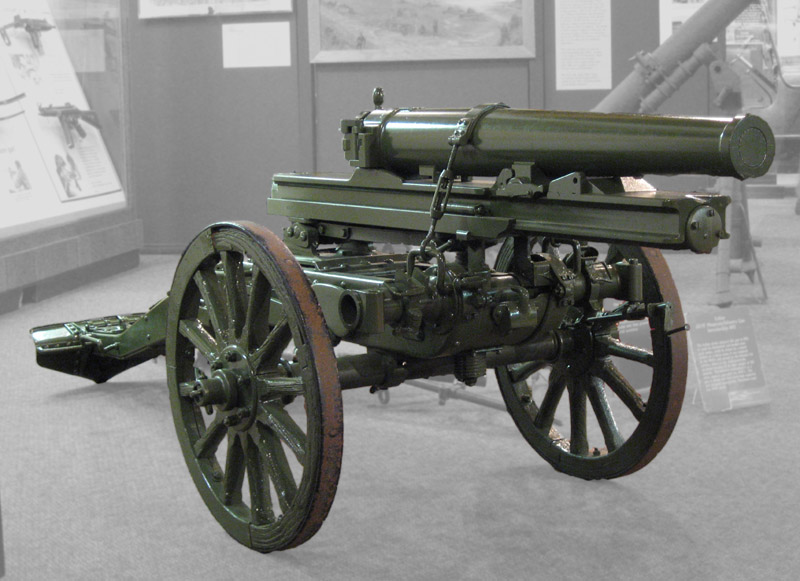
Cannone da 65/17

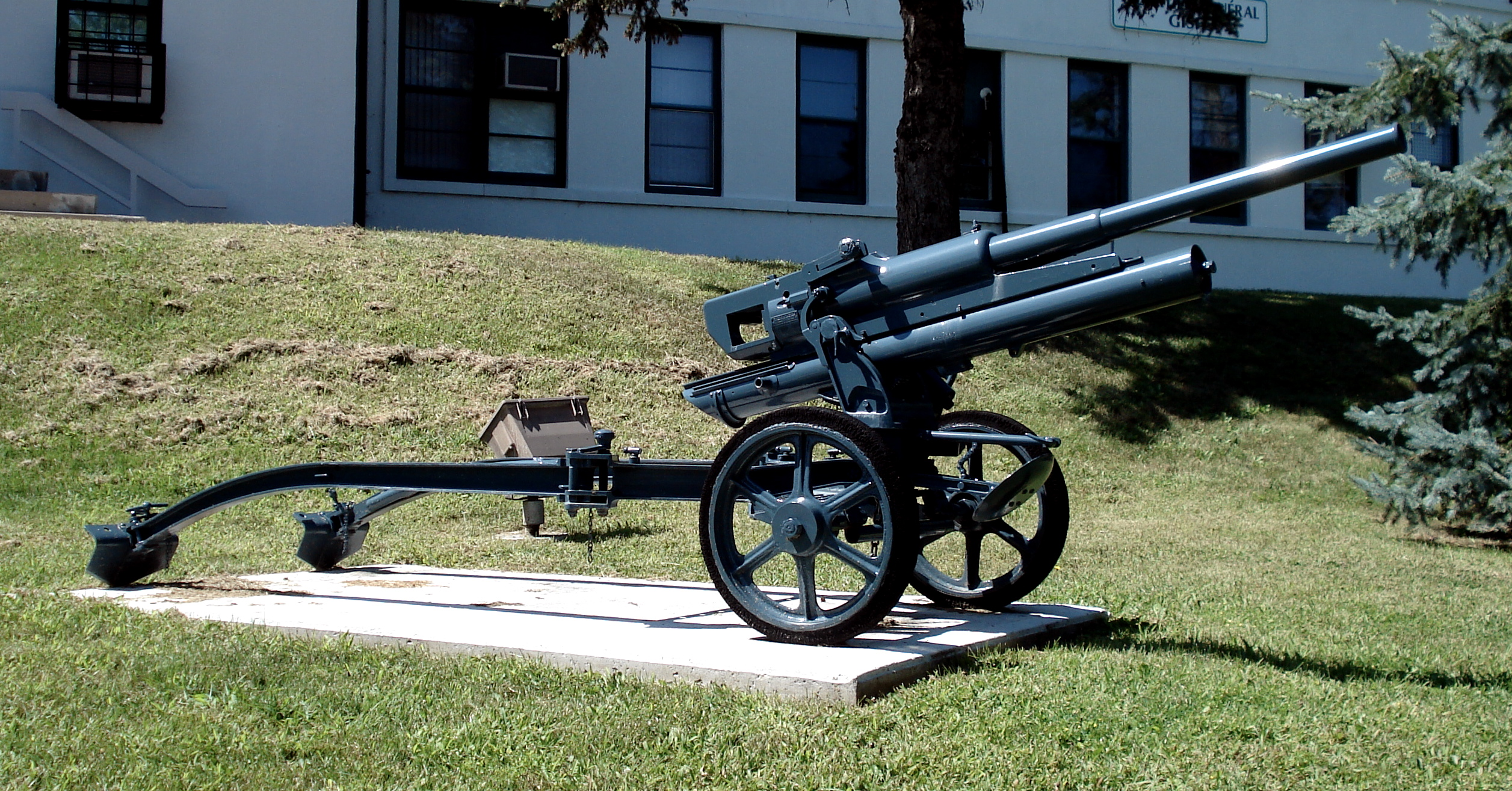
47/32 Mod. 1935

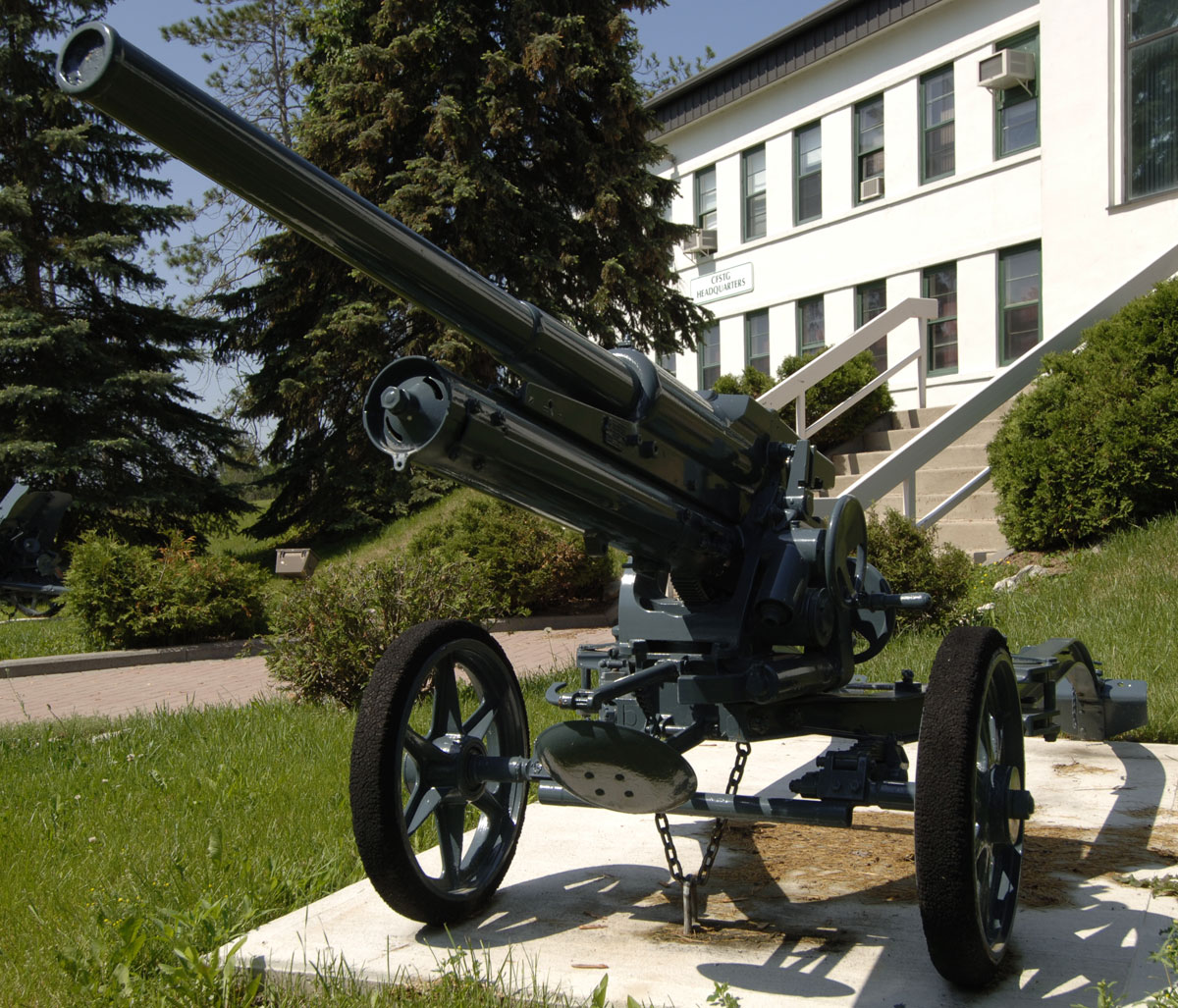
47/32 Mod. 1935

### Vicende belliche
Il reggimento partecipò con alcuni suoi reparti alla guerra di Abissinia del 1896. Successivamente inviò uomini e mezzi di rinforzo al suo gemello 93° durante la guerra italo-turca.

#### Nella prima guerra mondiale (1915-1918)
Il 18 maggio 1915 il reggimento lasciò Fano e si diresse con la brigata Messina in Altitalia. Il 26 maggio era già in zona di guerra, nei pressi di Palmanova e dopo qualche giorno varcò l'Isonzo. Il reparto combatté a Monfalcone, San Lucia di Tolmino, Selz, Zagora, Vertoiba, Vertoibizza, Bainsizza, presso il bosco di Panovizza, San Gabriele, Monte Grappa, Montello. Il 94° oltre alla medaglia di bronzo al valor militare meritò anche tre citazioni sui bollettini di guerra del Comando Supremo. Al termine del conflitto, il 94º Reggimento aveva avuto 54 Ufficiali e 1.565 fanti caduti per la Patria. I suoi uomini vennero decorati con 2 medaglie d'oro al valor militare, 151 medaglie d'argento al valor militare e 219 medaglie di bronzo al valor militare.

#### Periodo tra le due guerre
Con la legge dell'11 marzo 1926 sul nuovo ordinamento dell'esercito, prende il nome di 94º Reggimento fanteria "Messina" ed a seguito della formazione delle Brigate su tre reggimenti viene assegnato alla XVIII Brigata di fanteria assieme al 93° "Messina" e al 157° "Liguria"; rimane composto da due battaglioni. Il 1º ottobre 1934 viene ridenominato Reggimento Scuola per AUC di fanteria con sede sempre a Fano, compito che manterrà fino al maggio 1940. Dal 1º ottobre al 15 novembre 1935 è inserito nella nuova Brigata di Fanteria "Metauro II" (CXVIII) della anch'essa nuova Divisione di fanteria "Metauro II" (118ª), costituita in Ancona in sostituzione della 18ª Divisione di fanteria "Metauro", che era stata inviata in Libia. A seguito del programma di trasformazione dell'Esercito e della costituzione delle divisioni binarie, nel maggio del 1939 la Brigata Metauro si scioglie e si costituisce la 18ª Divisione fanteria "Messina", a cui il reggimento viene assegnato insieme al 93º Reggimento fanteria "Messina" e al 2º Reggimento Artiglieria per divisione di fanteria di Pesaro.

#### Nella seconda guerra mondiale (1939-1945)
Il 1º giugno 1940 il 94° perde la struttura di Reggimento Scuola ed in sua vece subentra la Scuola AUC formatasi in Fano. Al 10 giugno 1940 il reggimento è formato da: comando e compagnia comando, due battaglioni fucilieri (altre fonti indicano tre battaglioni e senza la compagnia anticarro), compagnia mortai da 81, batteria armi di accompagnamento da 65/17 ed una di cannoni anticarro da 47/32. Si addestra nel territorio marchigiano, fra Fossombrone, Senigallia e Mondolfo. Il reggimento partì da Fano in assetto di guerra il 2 aprile 1941 diretto a Bari e, di qui, in Albania. Nel 1941 Il Reggimento è operativo in Albania e partecipa all'invasione della Iugoslavia, combatte a Cettigne e Cattaro. Negli anni che vanno dal 1942 al 1943 dopo l'armistizio con la Grecia rimane in Montenegro con compiti di presidio e controguerriglia. L'8 settembre 1943 il 94°, dislocato in Iugoslavia, rifiuta di consegnare le armi ai tedeschi, ai croati e agli iugoslavi e tenta di riunirsi alle altre unità della divisione dirigendosi verso Ragusa ma è attaccato da reparti tedeschi a Rasvici e sopraffatto dopo alcuni giorni di aspri combattimenti. Deve essere ritenuto disciolto in data 13 settembre 1943.
Nel 1946, insieme al gemello 93°, il 94° viene disciolto e la sua bandiera consegnata al Vittoriano a Roma.

## Insegne e simboli
- Il Reggimento indossava il fregio della fanteria del Regio Esercito (composto da due fucili incrociati con al centro un tondo riportante il numero 94º che indica il reggimento e sormontati da una corona).
- Le mostrine del reggimento sono rettangolari di colore giallo con due bande laterali rosse. Alla base della mostrina si trova la stella argentata a 5 punte bordata di nero, simbolo delle forze armate italiane.

## Motto
Il 15 luglio del 1918, prima della battaglia di Vittorio Veneto, Gabriele D'Annunzio, che visse alcuni episodi della battaglia insieme ai fanti della brigata "Messina", volle lasciare il segno della sua ammirazione definendo la Brigata "Messina" “Impetuosa Messanensis Legio” ovvero "L'impetuosa legione di Messina" che divenne il motto del 94º Reggimento e del 93º Reggimento.

## Festa del Reggimento
La feste del reggimento è celebrata il 14 maggio anniversario della battaglia del bosco di Panovizza nel 1917, quota 174 ad est di Gorizia dove il reggimento si è guadagnato la medaglia di bronzo al valor militare.

## Onorificenze

### Decorati
Tenente Antonio Panella
Capitano Alessandro Brenci